# Aéroport de São Paulo/Congonhas
Pour les articles homonymes, voir Congonhas (homonymie) et CGH.
L'aéroport de São Paulo/Congonhas – Deputado Freitas Nobre (code IATA : CGH • code OACI : SBSP), est un aéroport situé à São Paulo (Brésil). C'est l'un des trois aéroports commerciaux de l'agglomération, situé à 8 kilomètres du centre-ville. Il est le deuxième aéroport du Brésil pour le trafic passagers derrière l'aéroport de São Paulo-Guarulhos, avec environ 16 500 000 passagers par an. Il n'est plus international depuis le 2 septembre 2008. Il est géré par Infraero.
Son nom vient d'une plante qui était très présente dans la zone où s'est implanté l'aéroport. 

## Histoire
La construction de l'aéroport était initialement prévue en 1919, mais il n'ouvrira finalement que le 12 septembre 1936. En 1957, il est le troisième aéroport mondial pour le trafic de fret. Il est le principal aéroport de la ville jusqu'en 1985, quand le nouvel aéroport international de São Paulo-Guarulhos fut construit (à 35 km du centre-ville) à cause de la congestion de Congonhas qui, de plus, ne pouvait accueillir les vols transatlantiques (en partie à cause de sa localisation : au milieu de la ville, dans le quartier du Alto da Boa Vista).
L'aéroport continue à être important pour la ville avec un fort trafic de vols intérieurs et régionaux. Malgré la construction de Guarulhos, l'aéroport de Congonhas continue à être saturé tant par le nombre de passagers que par le nombre de vols. L'aéroport de Viracopos, qui était l'aéroport des vols internationaux jusqu'en 1985, gère pourtant une part significative du trafic de fret et une partie du trafic passagers.
Les halls de Congonhas sont considérés comme un exemple caractéristique de l'architecture moderne de Sao Paulo.
Congonhas est le principal hub des grandes compagnies brésiliennes : TAM Linhas Aéreas, Gol Transportes Aéreos et Varig.
Le gouvernement de Jair Bolsonaro met en vente l'aéroport en 2021, soulignant que celui-ci est « extrêmement rentable ».

## Situation
| \| 200 km1:42 212 000 \| São Paulo-Guarulhos São Paulo-Congonhas Brasília Rio-Galeão Belo Horizonte Campinas Rio-Santos-Dumont Recife Porto Alegre Salvador Fortaleza Curitiba Florianópolis Belém Vitória Goiânia Manaus Navegantes |
| 200 km1:42 212 000 |

## Statistiques
Pour des raisons techniques, il est temporairement impossible d'afficher le graphique qui aurait dû être présenté ici.

Voir la requête brute et les sources sur Wikidata.

## Compagnies et destinations
| Compagnies              | Destinations |
| ----------------------- | --- |
| Azul Brazilian Airlines | - Aracaju (en), - Belo Horizonte, - Brasília, - Curitiba, - Fortaleza, - Ilhéus (en), - João Pessoa, - Maceió, - Natal, - Porto Alegre, - Porto Seguro (en), - Recife, - Rio de Janeiro/Santos Dumont, - Una (en) |
| Azur Conecta            | Rio de Janeiro-Jacarepaguá En saison: Blumenau |
| Gol Transportes Aéreos  | - Aracaju (en), - Araçatuba, - Belo Horizonte, - Bonito, - Brasília, - Campo Grande, - Cascavel, - Caxias do Sul (en), - Chapecó, - Curitiba, - Florianópolis, - Fortaleza, - Foz do Iguaçu, - Goiânia, - Ilhéus (en), - João Pessoa, - Joinville (en), - Juiz de Fora-Zona da Mata (en), - Londrina, - Maceió, - Maringá, - Natal, - Navegantes, - Porto Alegre, - Porto Seguro (en), - Presidente Prudente, - Recife, - Ribeirão Preto (en), - Rio de Janeiro/Galeão, - Rio de Janeiro/Santos Dumont, - Salvador de Bahia, - São José do Rio Preto (en), - Uberaba, - Uberlândia, - Vitória En saison: Caldas Novas (en) |
| LATAM Brasil            | - Belo Horizonte, - Brasília, - Campo Grande, - Cuiabá (en), - Curitiba, - Florianópolis, - Foz do Iguaçu, - Goiânia, - Ilhéus (en), - Londrina, - Maceió, - Navegantes, - Porto Alegre, - Porto Seguro (en), - Recife, - Rio de Janeiro/Santos Dumont, - Salvador de Bahia, - São José do Rio Preto (en), - Uberlândia, - Una (en), - Vitória |
| Voepass Linhas Aéreas   | Ipatinga (en), Joinville (en), Juiz de Fora-Zona da Mata (en), Presidente Prudente, Ribeirão Preto (en) |

Édité le 21/06/2019  Actualisé le 26/12/2023

## Infrastructures
L'aéroport dispose de 2 pistes.
- 17R/35L: 1 940 m de long pour 45 m de large
- 17L/35R: 1 435 m de long pour 49 m de large

## Sécurité et accidents
L'aéroport est réputé dangereux pour les gros porteurs particulièrement lors de conditions pluvieuses.  
- Le 31 octobre 1996, un Fokker F100 assurant le vol 402 TAM s'écrase après son décollage en raison du déclenchement de l'inversion de poussée d'un des deux moteurs, heurtant un immeuble d'habitations et plusieurs maisons. Les 90 passagers, les 6 membres d'équipage et 3 personnes au sol périssent.

- Le 17 juillet 2007, un Airbus A320 de la compagnie brésilienne TAM Linhas Aéreas assurant le vol 3054 TAM, un vol intérieur en provenance de Porto Alegre, s'est écrasé, après un atterrissage raté sur une piste détrempée, contre un entrepôt de la TAM à proximité immédiate de l'aéroport, tuant ses 181 passagers et 6 membres d'équipage. Au sol, 3 employés de la TAM ont été tués et 11 autres ont été hospitalisés. Le revêtement de la piste avait été refait mais le rainurage n'était pas terminé (les travaux devant durer jusqu'en septembre). De plus, le pilote, qui assurait l'atterrissage en mode manuel, a laissé un des deux moteurs en poussée, provoquant la déviation de l'avion et la sortie de piste. Cette catastrophe aérienne constitue la plus grave de l'histoire du Brésil.